# Lake Dalrymple (Queensland)
Der Lake Dalrymple ist ein Stausee im Osten des australischen Bundesstaat Queensland im Verlauf des Burdekin River.
Die Oberfläche bei Vollstau beträgt 220 km², das Stauvolumen 1,86 Mrd. m³ und die durchschnittliche Tiefe 8,3 m. Die Höhe der Staumauer beträgt 37 m. Damit ist der Lake Dalrymple der größte Stausee in Queensland.

## Geschichte
Der Bau der Burdekin-Falls-Staumauer  begann 1984 und wurde 1987 vollendet. Nach der Regenzeit 1988 war der Lake Dalrymple erstmals komplett gefüllt. Die Bauarbeiten wurden von Leighton Holdings durchgeführt.

## Nutzung
Der Stausee dient der Trinkwasserversorgung der Städte Townsville und Thuringowa, sowie der Bewässerung von 103.000 km² landwirtschaftlich genutzter Flächen bis zu 200 km von der Küste entfernt. Auf den bewässerten Flächen werden z. B. Zuckerrohr, Baumwolle und Reis angebaut.
Daneben wird der See für den Wassersport und zum Angeln genutzt. Es gibt aber nur einen Slipway für Boote in der Nähe der Staumauer und die erhebliche Trübung des Wassers macht oft das Bootfahren gefährlich, da Unterwasserfelsen so nicht erkannt werden können.